# Heist-op-den-Berg
Heist-op-den-Berg (în franceză: Heist-sur-la-Montagne) este o comună din regiunea Flandra din Belgia. Comuna este formată din localitățile: Heist-op-den-Berg, Booischot, Hallaar, Itegem, Schriek și Wiekevorst. Suprafața totală este de 88,46 km². La 1 ianuarie 2008, comuna avea 39.199 locuitori. 
1. ↑  Totale oppervlakte volgens het Kadasterregister, België, gewesten en provincies (în neerlandeză), Algemene Directie Statistiek[*]